# Stefon Jackson
Stefon Jackson (Filadelfia, 7 maggio 1985) è un ex cestista statunitense.